# بني هلال (محافظة أسيوط)
قرية بني هلال هي إحدى القرى التابعة لمركز القوصية في محافظة أسيوط في جمهورية مصر العربية. حسب إحصاءات سنة 2006، بلغ إجمالي السكان في بني هلال 15038 نسمة، منهم 7912 رجل و7126 امرأة.